# البهائية في جزر مارشال
تبدأ البهائية في جزر مارشال بعد عام 1916 بذكر عبد البهاء، رئيس الدين آنذاك، أن البهائيين يجب أن يأخذوا الدين إلى هناك. وصلت أول بهائية إلى هناك في أغسطس 1954 ولكنها لم تتمكن من البقاء إلا حتى مارس 1955. ومع ذلك، ومع الرواد المتعاقبين والمتحولين، تم عقد أول جمعية روحية محلية للبهائيين في عام 1967 في ماجورو. استمر المجتمع في النمو وفي عام 1977 انتخب أول جمعية روحية وطنية له. قبل عام 1992 بدأ البهائيون في إدارة المدارس الحكومية بموجب عقد مع الحكومة. تشير التقديرات المتوسطة لعدد السكان البهائيين إلى ما يزيد قليلاً عن 1000، أو 1.50% في عام 2000.

## الأيام الأولى

### ألواح عبد البهاء للخطة الإلهية
ذكر عبد البهاء، رئيس الديانة البهائية من عام 1892 إلى عام 1921، جزر مارشال من بين الأماكن التي ينبغي للبهائيين أن يأخذوا دينهم إليها. كتب سلسلة من الرسائل، أو الألواح، إلى أتباع الدين في الولايات المتحدة في عامي 1916 و1917؛ وقد تم تجميع هذه الرسائل معًا في كتاب بعنوان ألواح الخطة الإلهية. يذكر الألواح السابعة نقل الدين البهائي إلى جزر مارشال، وقد كُتبت في 11 أبريل 1916، ولكن تأخر تقديمها في الولايات المتحدة حتى عام 1919 بعد نهاية الحرب العالمية الأولى والإنفلونزا الإسبانية. ترجمت هذه الألواح إلى اللغة الإنجليزية، ونشرت في مجلة نجم الغرب في 12 ديسمبر 1919.
(اللوح 7) "يجب على المجموعة التي تتحدث لغاتهم، المنفصلة، المقدسة، المقدسة والممتلئة بحب الله، أن تتجه بوجهها وتسافر عبر مجموعات الجزر الثلاث الكبرى في المحيط الهادئ - بولينيزيا وميكرونيزيا وميلانيزيا، والجزر المرتبطة بهذه المجموعات، مثل غينيا الجديدة وبورنيو وجاوا وسومطرة وجزر الفلبين وجزر سليمان وجزر فيجي وجزر هيبريدس الجديدة وجزر لويالتي وكاليدونيا الجديدة وأرخبيل بسمارك وسيرام وسيليبس والجزر الصديقة وجزر ساموا وجزر المجتمع وجزر كارولين والأرخبيل المنخفض وجزر ماركيساس وجزر هاواي وجزر جيلبرت ومولوكاس وجزر مارشال وتيمور والجزر الأخرى. بقلوب تفيض بمحبة الله، وألسنة تذكر ذكر الله، وعيون متجهة إلى ملكوت الله، يجب عليهم أن ينقلوا البشارة السارة بظهور رب الجنود إلى جميع الناس. هل تعلمون "إن اليقين بأن أي تجمع تدخلونه، فإن موجات الروح القدس تتدفق عليه، والنعمة السماوية للجمال المبارك تحيط بهذا التجمع."

### البدايات
مارسيا ستيوارد (لاحقًا دي ماتاموريس أتووتر)، كانت رائدة وتم تسميتها فارسة من فرسان بهاءالله لكونها أول من انتقل إلى جزر مارشال. وُلِد ستيوارد في باسادينا، كاليفورنيا عام 1904، واعتنق الديانة البهائية عام 1938 وكان حريصًا على الريادة قبل اختتام الخطة السبعية الأولى (1937-1944) لشوقي أفندي، الخليفة المعين لعبد البهاء. استقرت مارسيا ستيوارد أولاً في سانتياغو دي تشيلي. واستمرت في الخدمة في جميع أنحاء أمريكا اللاتينية لسنوات عديدة مع تقدم الخطط المتعلقة بالدين. انظر الإيمان البهائي في تشيلي، الإيمان البهائي في كوستاريكا. بحلول يوليو 1947، تم تعيين أتواتر سكرتيرًا للجنة التدريس لأمريكا الوسطى وكان أحد أهدافها تسهيل التحول في توازن الأدوار من التوجيه لأمريكا الشمالية والتعاون مع أمريكا اللاتينية إلى التوجيه لأمريكا اللاتينية والتعاون مع أمريكا الشمالية. وكانت العملية جارية على قدم وساق بحلول عام 1950، وكان من المقرر تنفيذها حوالي عام 1953. وبينما كانت تبحث عن المكان الذي ستخدمه بعد ذلك، وصلت برقية من شوقي أفندي يطلب فيها من أتووتر أن تحاول الوصول إلى جزر مارشال في الفترة ما بين الأول من أبريل والثاني من مايو عام 1954. وصلت برقيته إلى أتووتر في 16 أبريل، وبحلول 20 أبريل كانت في واشنطن العاصمة. بعد الحرب العالمية الثانية مباشرة، أصبحت الجزر تحت إدارة البحرية الأمريكية لمدة 6 سنوات تقريبًا. عندما تم تشكيل الوصاية تحت إشراف الأمم المتحدة، أصبحت جزر مارشال جزءًا من وصاية المحيط الهادئ (التي شملت جزر كارولين، وماريانا، بالإضافة إلى جزر مارشال). وقد تم منح الولايات المتحدة السلطة لإدارة هذه الوصاية من قبل الأمم المتحدة. كانت جزر مارشال موقعًا لتجارب القنابل النووية، وكانت جزر مارشال مغلقة تمامًا أمام أي ضيف غير مرتبط بعمل الحكومة. في ذلك الوقت كانت لديها عقد مع ناشر وكانت تأمل أن تصبح مكتفية ذاتيا بعد الانتهاء من كتابها. وبحلول التاسع من مايو أبلغت هوراس هولي، سكرتير الجمعية الروحية الوطنية للولايات المتحدة آنذاك، أنها حصلت على إذن لدخول الجزر وكانت تنتظر تصريحها الأمني من البحرية. تمكنت أتووتر من تأمين تأشيرة للسفر إلى هناك بسبب علاقاتها الممتازة في واشنطن العاصمة، وتم تجديد تصريحها الأصلي لمدة ثلاثة أشهر بسبب نفس الاتصالات. مع الحفاظ على مظهر الثروة والرفاهية الذي رافق وضع عائلتها في الولايات المتحدة، كانت في الواقع، بحلول الوقت الذي ذهبت فيه إلى جزر مارشال، بدون دخل مستقل تمامًا، وتم تعيينها من قبل الجمعية الروحية الوطنية للولايات المتحدة مع بعض المساعدة من الجمعية الروحية الوطنية لأمريكا الوسطى. وفي يوليو 1954 غادرت هاواي، أخيراً، إلى اليابان، ثم أبحرت من كوبي إلى جزر مارشال، ووصلت إلى ماجورو، عاصمة وأكبر مدينة في جمهورية جزر مارشال، في 7 أغسطس.
وفي أثناء وجودها هناك، تمت دعوتها إلى حفل استقبال على شرف عضو زائر في الكونجرس الأمريكي من كولورادو، حيث ألقت، بناءً على الطلب، بعضًا من "شعر ماجورو"، وبعد ذلك طلب عضو الكونجرس نسخًا منه. كتبت مارسيا إلى فيرجينيا بريكس في جزر كارولين أن معظم أصدقائها المقربين في جزر مارشال كانوا قساوسة كاثوليك أو يسوعيين، مشيرةً إلى أن "هذا أمر طبيعي على الأرجح، فقد عشت في بيئة كاثوليكية لاتينية أمريكية لسنوات طويلة". وأضافت بريكس أن أتووتر بدت "مستمتعة للغاية" بوقتها في الجزر، و"على ما يبدو، مُنحت سكنًا حكوميًا". كانت مارسيا تأمل في البقاء في الجزر رغم مرضها الشديد خلال الشهرين الأخيرين من وجودها هناك، لكنها لم تُمنح تصريح إقامة آخر. تمكنت من البقاء حتى مارس 1955. خلال تلك الفترة قامت بتدريس الدين، وسافرت إلى جزر مرجانية مختلفة، ووفت ببعض الالتزامات الصحفية التي كانت خاضعة لرقابة مفوض المنطقة، ولكنها في النهاية ساعدت في تأمين تأشيرتها؛ وحاولت الحصول على بعض المعلومات البهائية المترجمة إلى لغة جزر مارشال. إن طبيعة مرضها غير معروفة، كما أن قصة كل أنشطتها هناك غير معروفة، لأن التقرير الذي كتبته ضاع، ومن الواضح أنها لم تكن لديها القوة لإعادة كتابته. بعد مغادرة الجزر عانت من مرض جلدي منهك، كتبت عنه: "مرض رهيب جعلني على وشك أن أُسجن: أنا فظيعة للغاية.". شعرت أن مشكلة جلدها ناجمة عن حروق إشعاعية من التجارب النووية على جزر مارشال، لكن لم يتم إثبات ذلك أبدًا، وحاولت دون جدوى الحصول على تعويض من الحكومة الأمريكية.
تم إخلاء جزر مارشال لعدة أشهر عندما أصبح من الضروري أن يغادر أتواتر، وتم استبدالها برائدة بهائية أخرى، بيتي كلاس، من هونولولو بحلول أغسطس 1956. بحلول عام 1960 لم يكن هناك أي بهائيين رواد ولكن بحلول عام 1964 كان هناك ذكر لمجموعة من البهائيين هناك. تم انتخاب أول جمعية روحية محلية للبهائيين في ماجورو في 21 أبريل 1967. وهذه أيضًا هي أول جمعية روحية محلية يتم تشكيلها في إقليم ميكرونيسيا. وكان أعضاؤها هم جاك بيتر، وإلسي هيران، ونينام ريران، وبراد هولينجر (رائد)، وكيم لانج (رائد)، وتاتاكا أراواتاو، وبيترا هيران، وهارلان لانج (رائد)، وبنسيل هيران. في عام 1972، تم تأسيس جمعية روحية إقليمية لمنطقة شمال غرب المحيط الهادئ في بوهنبي، والتي تغطي جزر كارولين ومارشال وماريانا.
تم انتخاب جمعية محلية ثانية في "لورا" في عام 1975. في عام 1976 تم الإعلان عن أول اجتماع روحي في جزيرة سانتو، في جزيرة كواجالين أتول، في الأول من يناير. وكان جميع المعلمين المشاركين في تشكيل هذه الجمعية من سكان ميكرونيزيا. تطور النشاط تحت إشراف اللجنة الوطنية للتعليم في جزر مارشال، بمساعدة الجمعية الروحية في جزيرة إيبيي في نفس الجزيرة المرجانية.

## النمو في جميع أنحاء البلاد
وفي أعقاب المؤتمرات الدولية التي عقدت حول نشر الدين في هونج كونج، في الفترة من 26 إلى 30 نوفمبر/تشرين الثاني 1975، وفي أوكلاند بنيوزيلندا، في الفترة من 19 إلى 22 يناير/كانون الثاني 1976، انعقد مؤتمر مارشالي في وقت لاحق من شهر يناير/كانون الثاني. في مارس 1977 اجتمعت أربع مجتمعات بهائية وأقامت نزهة لمناقشة المؤتمر الوطني الأول القادم وأهمية انتخابات الجمعية الروحية المحلية. وكان هناك خمسة وثلاثون بهائيًا وأطفالهم حاضرين.
مثل يد القضية كوليس فيذرستون بيت العدل الأعظم كشاهد على المؤتمر والانتخابات في أبريل عندما تم انتخاب الجمعية الروحية الوطنية لجزر مارشال. كان من بين الأهداف الأولى للجمعية الوطنية التي حددها بيت العدل الأعظم هدف "فتح الجزر الرئيسية المتبقية في جزر مارشال أمام الإيمان وزيادة عدد المؤمنين بشكل كبير". وبحلول نهاية عام 1977، تم انتخاب جمعيتين جديدتين في أجيلتاكي وأرنو أرنو لوكيج، مما رفع إجمالي عدد الجمعيات في جزر مارشال إلى تسعة.
في فبراير 1979، أفادت الجمعية الروحية الوطنية لجزر مارشال بأن "الجزر الرئيسية غير المأهولة هي: توكا، أيلينغيناي، رونغدريك، جيمو، بيكيني، إركوب، بوكاك، بيكار". وفي التقرير نفسه، ذُكرت جزيرة رونجيلاب على أنها تضم مجموعة بهائية، وجزيرة أوجيلانغ على أنها جزيرة بهائية معزولة، وجزيرة إنيويتاك على أنها تضم مجموعة بهائية. في مارس، كتبت إدارة الأمانة العامة في المركز البهائي العالمي إلى الجمعية الوطنية قائلة: "يُلاحظ أنه لا توجد سوى جزيرتين رئيسيتين مأهولتين بالسكان لم تُفتحا بعد للدين - ميجيت وأيلوك، ويُؤمل أن تُفتحا قريبًا." وبحلول صيف عام 1979، كان هناك 15 جمعية محلية أخرى، و42 منطقة، وموقع معبد، وأرض وقف، وثلاثة مراكز محلية، وترجمتان منقحتان لكتاب صلاة.
في أغسطس/آب 1983، ذكر تقرير الجمعية الوطنية أن "الجزر المرجانية التي لا يوجد بها سكان، وبالتالي لا يُنظر إليها ضمن أي خطة تعليمية، هي كما يلي: أيلينغاي، بيكار، بيكيني، بوكاك (تاونجي)، إريكوب، جيمو، نوكس، رونغريك، وتاجا". وألحقت الجمعية الوطنية بهذا التقرير ملاحظة تنص على: "ملاحظة: على الرغم من أن رونجيلاب من أكبر جزر مرجانية في جزر مرجانية، إلا أنها مشعة إلى حد كبير، ولا يوجد بها سكان". وجاء في ملاحظة ثانية، في إشارة إلى جزيرة أوجيلانغ: "ملاحظة: لفترة من الزمن، كانت الجزيرة غير مأهولة، وهناك تقرير يفيد بأن بعض الأشخاص ربما عادوا". عاد عضو سابق في فيلق السلام، عمل في جزيرة لاي أتول بين عامي 1969 و1971 كمعلم في مدرسة ابتدائية، في عام 1984 كبهائي، وتمكن من إدخال الدين البهائي في بعض الجزر المرجانية التي لم يكن أي من السكان الأصليين قد انضم إليها بعد. بقيت في جزر مارشال رائدة حتى عام 2000.

### تزايد الاهتمامات يتسارع
منذ نشأتها، كان للدين دور في التنمية الاجتماعية والاقتصادية بدءًا من منح المزيد من الحرية للنساء، وترويج تعليم الإناث باعتباره أولوية، وقد تم التعبير عن هذه المشاركة عمليًا من خلال إنشاء المدارس والتعاونيات الزراعية والعيادات. ودخل الدين مرحلة جديدة من النشاط عندما صدرت رسالة بيت العدل الأعظم بتاريخ 20 أكتوبر 1983. وحث البهائيين على البحث عن طرق متوافقة مع التعاليم البهائية، والتي يمكنهم من خلالها المشاركة في التنمية الاجتماعية والاقتصادية للمجتمعات التي يعيشون فيها. في عام 1979، كان هناك 129 مشروعًا بهائيًا للتنمية الاجتماعية والاقتصادية معترفًا بها رسميًا في جميع أنحاء العالم. وبحلول عام 1987، ارتفع عدد مشاريع التنمية المعترف بها رسميا إلى 1482 مشروعا. في جزر مارشال، قام فريق إداري مكون من البهائيين، بناءً على طلب الحكومة الوطنية، بتشغيل 7 مدارس ابتدائية عامة بموجب عقد مع الحكومة. وبعد نمو المؤسسات، أصبح التأثير التنظيمي للبهائيين أكثر شهرة ابتداءً من منتصف ثمانينيات القرن العشرين في جزر مارشال. حضر سبعون بهائياً من 19 طائفة المؤتمر الوطني الثامن حول تقدم الدين في شتاء عام 1984 في المركز الوطني. تم تقديم عروض تقديمية حول تاريخ الدين، ودور الشباب البهائي، والقوانين، والتشاور، وعيش حياة بهائية، وأهداف الخطط الحالية، والإيمان البهائي والكتاب المقدس، وتم الإعلان عن خطط لعقد مؤتمر وطني للنساء البهائيات. في يوليو 1985، تضمن التقرير الإحصائي السنوي ملاحظة عن أوجيلانج بأنها تضم مجموعة من المؤمنين البالغين أقل من تسعة. في يناير 1986، عقد مؤتمر وطني للشباب البهائي في ماجورو، حيث حضر وليمة عشاء مشتركة 200 طفل وبالغ، تبعها 30 شابًا بقوا لحضور ورش العمل. في شهر أغسطس، اجتمع البهائيون من أكثر من عشرين مجتمعًا في المركز الوطني البهائي لحضور مؤتمر سلام وطني، وكان أحد المتحدثين الضيوف هو أ.د. تينيكون، رئيس قضاة المحكمة العليا في جمهورية جزر مارشال. في أكتوبر، استضافت الجمعية الوطنية حفل عشاء بمناسبة العام الدولي للسلام للرئيس ومسؤولين حكوميين آخرين في ماجورو، بالإضافة إلى برنامج السلام العام بمناسبة يوم الأمم المتحدة في ميلي أتول. في أغسطس 1987، أشار تقرير الجمعية الوطنية المحلية إلى أن جزيرتي إنيويتاك وأوجيلانغ مدرجتان على أنهما تضمان بهائيين. ذهب أول مواطن من جزر مارشال إلى الحج البهائي في فبراير 1987.

## المجتمع الحديث

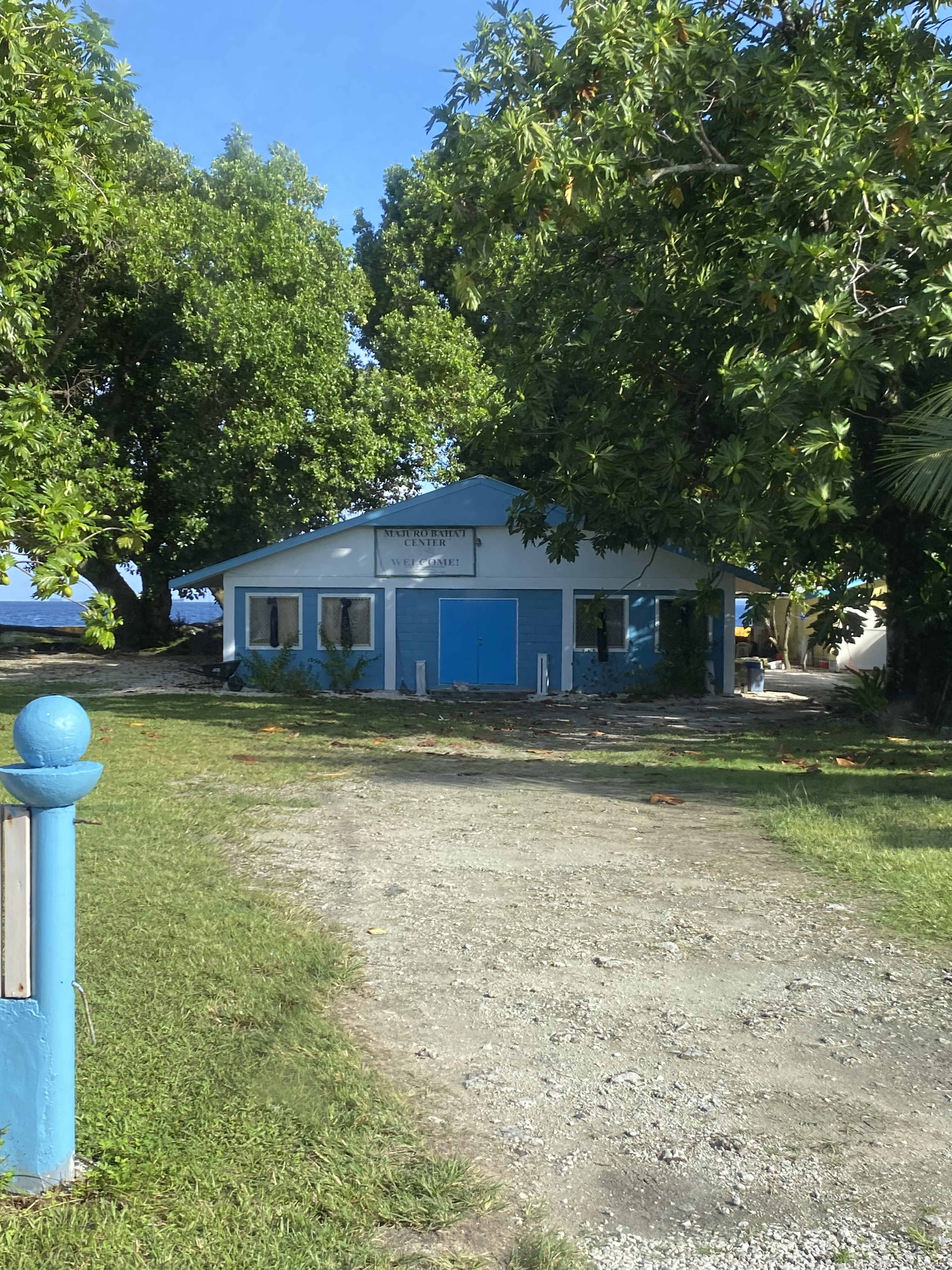
مركز ماجورو البهائي

من عام 2001 إلى عام 2007 على الأقل، حافظت الجمعية الوطنية على موقع على شبكة الإنترنت والذي استضاف الأدب البهائي باللغة المارشالية وكتب معهد روحي على الإنترنت. حضر دومينيك تابواكا ممثلاً للجمعية الروحية الوطنية للبهائيين في جزر مارشال الذكرى الخمسين للدين البهائي في كيريباتي. حضر البهائيون من جزر مارشال المؤتمر الإقليمي للبهائيين في الفلبين في عام 2008.

### العلاقات مع حكومة جزر مارشال
لقد كان للبهائيين علاقة إيجابية طويلة الأمد مع الحكومة. كان أماتا كابوا، رئيس جزر مارشال آنذاك، زعيمًا حكوميًا يتمتع بعلاقة وثيقة مع المؤسسات البهائية على المستوى الوطني والدولي. في خطابه في افتتاح الجمعية العامة للأمم المتحدة في أكتوبر/تشرين الأول 1991، دعا الرئيس كابوا إلى "رؤية جديدة وشاملة لمجتمع عالمي، مدعومة بنظام قيم جديد. هذا الاعتراف لا يعني التخلي عن الولاءات المشروعة، أو قمع التنوع الثقافي، أو إلغاء الاستقلال الوطني. بل يدعو إلى ولاء أوسع، وطموح أسمى بكثير مما حرك الشؤون الإنسانية حتى الآن." كما ألقى الكلمة الرئيسية في ندوة "نقطة تحول لجميع الأمم" التي عُقدت في مكاتب الجماعة البهائية الدولية في أكتوبر/تشرين الأول 1995. في صيف عام 2000، عقد البهائيون مؤتمر محيط النور، والذي كان أكبر حدث بهائي على الإطلاق حتى ذلك الوقت في البلاد، وحضره كيساي نوت، الرئيس التالي لجزر مارشال، إلى جانب أكثر من 250 بهائيًا من جميع أنحاء المحيط الهادئ. كما قام الرئيس كيساي نوت وزوجته ماري نوت بزيارة رسمية إلى المركز البهائي العالمي في الأول من ديسمبر 2005.
بحلول عام 1992، أصبح البهائيون يديرون مدارس حكومية بموجب عقد مع الحكومة. في عام 2003، أنشأ بهائي مشروعًا يهدف بشكل أساسي إلى مساعدة سكان الريف، وهو ما يراه امتدادًا لالتزامه بتعزيز التنمية الاجتماعية والاقتصادية - وهو التزام ينبع من ممارسته للدين البهائي.
وفي عام 2007، عقدت لجنة التنمية المستدامة دورات تتعلق بالدورة الخامسة عشرة للجنة التنمية المستدامة. وقد استقطبت إحدى الندوات 90 شخصاً لسماع ستة متحدثين. ترأست الطاهرة نايلوا هذا الحدث برعاية المجتمع البهائي الدولي مع البعثات الدائمة للأمم المتحدة في توفالو وجزر مارشال وعدد من المنظمات الأخرى التابعة للأمم المتحدة والمنظمات الأكاديمية. افتتح إينيل سوبوجا، السفير السابق والممثل الدائم لتوفالو لدى الأمم المتحدة، الجلسة، مشيرًا إلى أن التقارير تشير إلى أن السيناريوهات المستقبلية للجزر مثل جزيرته وكذلك الدول المرجانية الأخرى: جزر المالديف، وجزر مارشال، وكيريباتي، تشمل "الانقراض التام".
في عامي 2009 و2010 حضر الناس اجتماعات متابعة حول هذا الموضوع في جلسات مؤتمر رعته جزئيًا المنتدى الدولي للبيئة، وهي منظمة مستوحاة من البهائية. تم تقديم الجلسة من قبل اثنين من البهائيين: كارول كورتيس وتاهيري نايلور، من الجماعة البهائية الدولية. تناول نايلور المستوى الكلي، ونظر إلى أهمية إدراج الأخلاق في مناقشة تغير المناخ والمساهمة البهائية في خطاب تغير المناخ، بينما ركز كورتيس على المستوى الجزئي، وتحديدًا التهديد الذي يشكله تغير المناخ على جزر مارشال. لقد عاش كورتيس في جزيرة ليا أتول لأكثر من 40 عامًا. وتصف بالتفصيل البيئة وأسلوب الحياة في الجزر، والسكان ومساحة الأرض.

### التركيبة السكانية
وتختلف تقديرات عدد البهائيين في جزر مارشال بشكل كبير. من عام 1983 إلى عام 1987 ارتفعت نسبة البهائيين المبلغ عنهم في جزر مارشال من 2% إلى 11.5% وفقًا للمصادر البهائية. تم الإبلاغ عن معدلات نمو مماثلة في بعض دول المحيط الهادئ الأخرى. ولكن في وقت مبكر من عام 2001 قدرت وزارة الخارجية الأمريكية عدد البهائيين بنحو 0.6 في المائة أو حوالي 400. ومع ذلك، في نفس الوقت تقريبًا، كان تقدير الموسوعة المسيحية العالمية لعام 2000 لعدد السكان البهائيين يزيد قليلاً عن 1000، أو 1.50٪.

## روابط خارجية
- المجتمع البهائي الوطني في جزر مارشال